# Chantal Zaky
Chantal Zaky (New York, 2 novembre 1988) è una modella giamaicana, eletta Miss Universo Giamaica 2012. È stata incoronata presso il National Indoor Sports Center di Kingston il 12 maggio 2012 dalla detentrice del titolo uscente Shakira Martin, ed alla presenza della Miss Universo in carica Leila Lopes. Al secondo posto si è classificata Racquel Jones , mentre terza Sherece Cowan. Chantal Zaky rappresenterà la Giamaica in occasione della sessantunesima edizione del concorso di bellezza internazionale Miss Universo che si terrà a dicembre 2012.